# Robert Triffin
Robert "Barão" Triffin (5 de outubro de 1911 - 23 de fevereiro de 1993) foi um economista belga-americano mais conhecido por sua crítica ao sistema de Bretton Woods de taxas de câmbio fixas. Sua crítica ficou conhecida mais tarde como o dilema de Triffin.

## Vida
Depois de concluir seus estudos de graduação na Universidade Católica de Lovaina, Triffin, um belga francófono, foi para os Estados Unidos e recebeu seu PhD pela Universidade Harvard em 1938, onde lecionou de 1939 a 1942. Ele ocupou cargos no Sistema da Reserva Federal dos EUA (1942–1946), no Fundo Monetário Internacional (1946–1948) e na Organização para a Cooperação Econômica Europeia (1948–1951), agora a OCDE. Em 1951, ele se tornou professor de economia na Universidade Yale, onde também atuou como mestre do Berkeley College de 1969 a 1977.
Triffin tornou-se cidadão americano em 1942. Ele recuperou sua cidadania belga em 1977 e voltou a residir na Europa. Lá, ele foi um grande defensor da integração europeia e ajudou a desenvolver o Sistema Monetário Europeu e apoiou o conceito de um banco central, que se desenvolveu como o Banco Central Europeu.

## Crítica a Bretton Woods
Em 1959, Triffin testemunhou perante o Congresso dos Estados Unidos e alertou sobre graves falhas no sistema de Bretton Woods. Sua teoria se baseava na observação do excesso de dólares, ou o acúmulo do dólar americano fora dos EUA. Sob o sistema de Bretton Woods, os EUA prometeram converter dólares em ouro, mas no início dos anos 1960, o excesso fez com que mais dólares estivessem disponíveis fora dos EUA do que ouro em seu Tesouro.
Na era pós-guerra, os EUA tiveram que incorrer em déficits na conta corrente do balanço de pagamentos para fornecer ao mundo reservas em dólares que mantivessem a liquidez para seu aumento de riqueza.
No entanto, os déficits contínuos na conta corrente do balanço de pagamentos resultaram em um estoque cada vez maior de dólares mantidos no exterior, corroendo a confiança na crença de que o dólar permaneceria conversível em ouro à taxa de paridade de Bretton Woods de 35 dólares por onça.
Triffin previu que o sistema não seria capaz de manter a liquidez e a confiança, teoria que mais tarde seria conhecida como o dilema de Triffin. Sua ideia foi amplamente ignorada até 1971, quando sua hipótese se tornou realidade, forçando o presidente dos Estados Unidos, Richard Nixon, a interromper a conversibilidade do dólar dos Estados Unidos em ouro, iniciativa conhecida coloquialmente como o Choque Nixon, o que efetivamente encerrou o sistema de Bretton Woods.
| “ | Uma reforma fundamental do sistema monetário internacional já devia ser feita há muito tempo. Sua necessidade e urgência são ainda mais destacadas hoje pela ameaça iminente ao outrora poderoso dólar americano. | ” |
|   | — Robert Triffin. |   |

## Honras
- Grau honorário, Universidade de Pavia, 1991.